# La Rochette (Seine-et-Marne)
La Rochette település Franciaországban, Seine-et-Marne megyében. Lakosainak száma 3919 fő (2022. január 1.). La Rochette Melun, Bois-le-Roi, Chartrettes, Dammarie-les-Lys, Fontainebleau, Livry-sur-Seine és Vaux-le-Pénil községekkel határos.

## Népesség
A település népességének változása:
| Lakosok száma | 3238 | 3321 | 3464 | 3412 | 3749 | 3778 | 3820 | 3870 | 3919 |
|               | 2013 | 2015 | 2016 | 2017 | 2018 | 2019 | 2020 | 2021 | 2022 |